# Відкрита могила
«Відкрита могила» (англ. Open Grave) — американо-іспанський постапокаліптичний фільм жаху з елементами трилера 2013 р. режисера Гонсало Лопеса-Гальєго. Для режисера цей фільм є дебютним, знятий англійською мовою. Головні ролі виконували Шарлто Коплі, Томас Кречман і Джозеф Морган.

## Сюжет
Головний герой фільму, «Джон» (Шарлто Коплі), отямився в повній людських трупів ямі посеред нічного лісу; він знаходить при собі заряджений револьвер і на руці — сліди глибокого укусу, але не пам'ятає, ні як він сюди потрапив, ні навіть свого імені. У будинку в лісі він зустрічається з п'ятеркою товаришів по нещастю, теж постраждалих від втрати пам'яті; тільки одна з них, яка витягнула «Джона» з ями, німа китаянка (Джозі Хо) щось знає, що відбувається, але не в змозі порозумітися з іншими. У будинку знаходяться запас продуктів, зброя і книга з медицини; у героїв є ключі від автомобілів, але самих автомобілів поряд з будинком немає. Обстежуючи околиці, герої знаходять сліди якихось лякаючих подій — прив'язані до дерев і огорожам трупи, хатини з клітинами і ланцюгами; групі загрожують бродячі по лісу або прикуті безумці, що нагадують зомбі.
Групу охоплює параноя: взявший на себе роль лідера Лукас (Томас Кречман), особливо ворожий до «Джона», вважаючи його винуватцем того, що відбувається, а «Джон» має підозри з приводу свого власного минулого — йому ввижаються сцени, в яких він розбиває комусь голову об стіну або тягне труп по лісу. Йому вдається з'ясувати своє ім'я — доктор Джона Кук. Пізніше Лукас знаходить в підвалі будинку надійно замкнені медичну лабораторію та відеозаписи, які свідчать про те, що в будинку ставили експерименти на людях — зокрема, він бачить самого себе прив'язаним до ліжка і люто верескливим, поки йому роблять уколи. Лукас поводиться все менш адекватно, потроху божеволіючи; він нападає на Джона, і той змушений вбити супротивника. Будинок тим часом осаджують божевільні; засілі всередині герої, успішно відбиваються від них, але прибулі військові розстрілюють усіх підряд.
До фіналу з'ясовується, що епідемією, що перетворює людей на кровожерних чудовиськ, охоплений весь світ; герої були лікарями і під керівництвом Джона намагалися розробити ліки від хвороби. Китаянка була єдиною людиною, в якої був імунітет до вірусу. Їм вдалося отримати ліки, але його побічним ефектом був напівмертвий стан протягом декількох годин, а після нього — тимчасова втрата пам'яті. Лукас був першим пацієнтом, якого їм вдалося вилікувати, хоча й не остаточно; коли інші піддослідні вирвалися на волю, Джона віддав наказ усім своїм підлеглим ввести собі препарат. Сам він був укушений, коли тягнув тіло однієї з заражених до ями, і змушений ввести собі ліки прямо там. В кінці фільму Джона і Шарон (Ерін Річардс) користуються тим же методом, увівши собі препарат, щоб сховатися від військових все в тій же самій ямі, але Шарон помирає від втрати крові. Прокинувшись, Джона знову нічого не пам'ятає; китаянка знову скидає йому мотузку і виводить через ліс до величезного кар'єру, заваленого тисячами трупів.

## Ролі
- Шарлто Коплі — «Джон» (Джона Кук)
- Томас Кречманн — Лукас
- Джозеф Морган — Натан
- Ерін Річардс — Шарон
- Макс Роттеслі — Майкл
- Джозі Хо — «Кароока»
- Кеті Домбі — жінка в лісі

## Виробництво
Зйомки відбувалися у травні 2012 р. в Угорщині. Коплі затвердили на роль 2 травня 2012 р.
Джозі Хо, Томас Кречманн, Джозеф Морган, Ерін Річардс і Макс Роттслі приєдналися до акторського складу наступного дня. Зйомки почалися тоді ж.

## Критика
Фільм має 17% рейтинг на сайті Rotten Tomatoes, 41% — оцінка аудиторії.
Борис Хохлов з сайту Film.ru визнав картину гідної уваги, й не так хоррором, скільки психологічним трилером, зазначивши, що вона тримається на міцному сценарії і впевненій акторській грі; він порахував архаїчним неквапливий і вдумливий стиль постановника..